# Смеђогрли тропрсти лењивац
Смеђогрли тропрсти лењивац (лат. Bradypus variegatus) је врста сисара из подреда лењивци (Folivora), који припада реду крезубице (Pilosa). 

## Опис
Смеђоврати тропрсти лењивац, достиже дужину од 42 до 80 cm и тежину од 2,25 до 6,3 kg. При чему нема значајне разлике у величини између мужјака и женки. На сваком уду има три прста, са канџама дугим између 7 и 8 cm на предњим удовима и 5 до 5,5 cm на задњим.
Има округлу главу, са спљоштеном њушком и малим ушима. Тело им је покривено дугим грубим длакама, испод којих се налазе краће нежније длаке.

## Распрострањење
Ареал смеђовратог тропрстог лењивца обухвата већи број држава. Присутна је у следећим државама: Боливија, Венецуела, Еквадор, Бразил, Аргентина, Колумбија, Перу, Парагвај, Хондурас, Панама и Никарагва.

## Станиште
Станиште врсте су шуме. Врста је по висини распрострањена од нивоа мора до 2.400 метара надморске висине. Врста је присутна на планинском венцу Анда у Јужној Америци и у сливу реке Амазон. 

## Угроженост
Смеђоврати тропрсти лењивац није угрожена врста, у црвеној књизи је наведено да постоји мали ризик од изумирања, јер има широко распрострањење и бројна је врста.